# Ibrahim Khamis
Khamis Ibrahim Khamis (ar. خميس ابراهيم خميس; ur. w 1960) – emiracki lekkoatleta (płotkarz i sprinter), olimpijczyk.
Brał udział w Letnich Igrzyskach Olimpijskich 1984 w Los Angeles, gdzie uczestniczył w dwóch konkurencjach. W eliminacyjnym biegu na 400 metrów przez płotki uzyskał wynik 55,50 s. Wśród biegaczy sklasyfikowanych był to przedostatni czas (słabszy rezultat osiągnął jedynie Paragwajczyk Nicolás Chaparro). Ponadto startował w eliminacjach sztafety 4 × 400 metrów, jednak sztafeta z Półwyspu Arabskiego uzyskała najgorszy wynik spośród wszystkich ekip (3:19,90).
Rekordy życiowe: 400 m – 50,48 s (1984), 400 m przez płotki – 54,02 s (1987).